# انریکو کاسانی
انریکو کاسانی (ایتالیایی: Enrico Cassani؛ زادهٔ ۱۵ فوریهٔ ۱۹۷۲) دوچرخه‌سوار اهل ایتالیا است. وی در مسابقات تور دو فرانس و جیرو دیتالیا شرکت کرده است.